# VuFind
A VuFind egy nyílt forráskódú könyvtári keresőszoftver, ami a hagyományos OPAC-okkal ellentétben webkettes technológiákra épül. A VuFind nemcsak a helyi könyvtári katalógust képes szolgáltatni, hanem más – akár távoli – katalógusokat, adatbázisokat, digitális repozitóriumokat is. A VuFind moduláris felépítésű, így könnyen beilleszthető a könyvtári szolgáltatások közé.

## Kiadások
A VuFind kereső fejlesztése 2007 nyarán indult a Villanova Egyetem Falvey tiszteletes emlékére elnevezett könyvtárában (Falvey Memorial Library). Az 1.0 verzió 2010. júliusban jelent meg, jelenleg az 1.3 verzió az utolsó stabil kiadás (2012. január 30.). A fejlesztési menetrend szerint 2012. közepére várható a szoftver 2.0 kiadásra jelölt verziója teljesen újratervezett architektúrával.

## Rendszerkövetelmények
A VuFind működéséhez a következő minimális szoftverkörnyezetet kell biztosítani:
- Apache HTTP Server 2.2
- PHP 5.2.x
  - Smarty 2.6.26
- MySQL 4.1
- Java J2SE JDK 1.4

## Jellemzők
- Fazettás keresés, amely egyszerű módon teszi lehetővé a találati lista további szűkítését a következőkre: szerző, téma/tárgyszó, gyűjtemény, nyelv, időszak stb.
- A könyvtári források böngészése, a találati listában további keresési ajánlatok felkínálása témák szerint.
- A példányinformáció (elérhető, kölcsönözve) valós idejű, AJAX-alapú lekérdezése a könyvtári katalógusból.
- Keresések mentése, RSS értesítések létrehozása.
- Találati lista elemeiből saját lista összeállítása; kedvenceknek jelölt elemek eltárolása; a lista vagy az elemek exportálása bibliográfiai adatkezelő formátumokba (Endnote, RefWorks, Zotero), illetve elküldése e-mailben vagy SMS-ben.
- Címkék, megjegyzés, ismertetés hozzáfűzése a bibliográfiai tételhez.
- Permalink: menthető URL-cím felkínálása a találatokhoz.
- Többnyelvűséget és testreszabást támogató felhasználói felület.[6]
- Programozói felület (API) biztosítása; OAI kapcsolat; OpenSearch technológia használata; Solr kereső- és indexelőmotor közvetlen elérése.

## Elterjedtség
- VuFind telepítések
- VuFind keresők a világban[halott link]

## Külső hivatkozások
- VuFind honlapja
- VuFind demo alkalmazás
- VuFind letöltések
- VuFind dokumentáció